# نادي بكاه كيلان
نادي بكاه كيلان لكرة القدم (بالفارسية: باشگاه فوتبال پگاه گیلان) ، هي نادي إيراني لكرة القدم، كانت مقرها في مدينة رشت الإيرانية، أعلنت إفلاسها رسمياً بتاريخ 11 أكتوبر 2008م.

## وصلات خارجية
- (بالفارسية) Damash Gilan Fan Site
- (بالفارسية) Fan Site
- (بالفارسية) (بالإنجليزية) Damash's Forum